# Kahlerite
La kahlerite est un minéral de la classe des phosphates, qui appartient au groupe de l'autunite. Il a été nommé en l'honneur de Franz Kahler (Karolinenthal, Tchéquie, 23 juin 1900 - Sankt Veit an der Glan, Autriche, 6 août 1995), géologue du Landmuseum de Carinthie, à Klagenfurt en Autriche.

## Caractéristiques
La kahlerite est un arséniate d'uranyle et de fer de formule chimique Fe(UO2)2(AsO4)2·12H2O. Elle cristallise dans le système tétragonal. Sa dureté sur l'échelle de Mohs est comprise entre 2 et 2,5.

## Classification
Selon la classification de Nickel-Strunz, la kahlerite appartient à "08.EB: Phosphates et arséniates d'uranyle, avec un rapport UO2:RO4 = 1:1", avec les minéraux suivants : autunite, heinrichite, nováčekite-I, saléeite, torbernite, uranocircite, uranospinite, xiangjiangite, zeunérite, métarauchite, rauchite, bassetite, lehnerite, méta-autunite, métasaléeite, métauranocircite, métauranospinite, métaheinrichite, métakahlerite, métakirchheimerite, métanováčekite, métatorbernite, métazeunérite, przhevalskite, méta-lodevite, abernathyite, chernikovite, méta-ankoléite, natrouranospinite, trögerite, uramphite, uramarsite, threadgoldite, chistyakovaïte, arsénuranospathite, uranospathite, vochtenite, coconinoïte, ranunculite, triangulite, furongite et sabugalite.

## Formation et gisements
Elle a été découverte dans la section Knichte, située dans le district de Lölling (Carinthie, Autriche). Toujours en Autriche, elle a été décrite dans le district de Mitterberg (Land de Salzbourg), ainsi qu'en Tchéquie, en France, en Allemagne, en Écosse, en Pologne et en Namibie.